# Kathy Lie

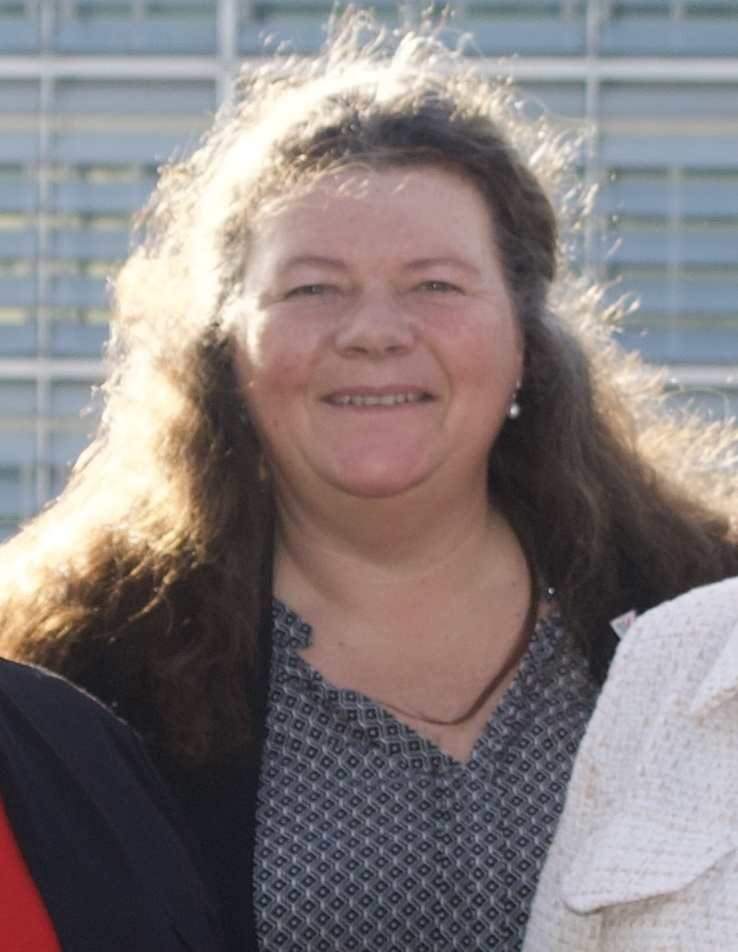
Kathy Lie, 2025

Kathy Lie (* 14. März 1964) ist eine norwegische Politikerin der Sosialistisk Venstreparti (SV). Seit 2021 ist sie Abgeordnete im Storting.

## Leben
Lie stammt aus der Kommune Lier und ist ausgebildete Krankenpflegerin. Die Ausbildung begann sie im Alter von 40 Jahren. Als solche arbeitete sie bis 2019 im Krankenhaus in Drammen. Bei der Fylkestingswahl 2019 zog sie in das Fylkesting von Viken ein. Im Anschluss an die Wahl wurde sie Fylkesvaraordførerin, also stellvertretende Fylkesordførerin, von Viken.
Lie zog bei der Parlamentswahl 2021 erstmals in das norwegische Nationalparlament Storting ein. Dort vertritt sie den Wahlkreis Buskerud und wurde Mitglied im Familien- und Kulturausschuss.